# August Frederik van Sussex
Augustus Frederik (Buckingham Palace, Londen, 27 januari 1773 — Kensington Palace, Londen, 21 april 1843), hertog van Sussex, graaf van Iverness, baron Arklow, was de zesde zoon van koning George III van het Verenigd Koninkrijk en Charlotte van Mecklenburg-Strelitz. Hij was hun enige overlevende kind dat geen carrière in het leger of de marine opbouwde. Prins Augustus was de favoriete oom van koningin Victoria. Hij gaf haar dan ook weg op haar huwelijk met prins Albert van Saksen-Coburg en Gotha.

## Carrière
Augustus werd op 27 januari 1773 op Buckingham Palace geboren. Hij kreeg bij zijn geboorte de titel "Zijne Koninklijke Hoogheid Prins Augustus van het Verenigd Koninkrijk". Voordat hij naar Duitsland werd gestuurd, kreeg hij thuis privéles. In de zomer van 1786 werd hij met zijn broers, prins Ernst en Adolf, naar de universiteit van Göttingen gestuurd. Augustus, die leed aan astma, ontving geen militaire training met zijn broers in Hannover. Hij heeft nog overwogen om geestelijke te worden in de Engelse Kerk. 
Koning Willem IV benoemde zijn jongere broer op 29 januari 1831 tot koninklijke parkopzichter van St. James's Park en Hyde Park. Augustus werd in 1816 verkozen tot voorzitter van de Royal Society of Arts, een functie die hij de rest van zijn leven behield. Hij had sinds 1817 ook enkele erefuncties in het leger.

## Eerste huwelijk
Toen Augustus door Italië reisde, ontmoette hij Augusta Murray (1762-1830), de tweede dochter van John Murray, vierde graaf van Dunmore. Ze trouwden op 4 april 1793 in Rome en later nog een keer op 5 december 1793 in Londen. Het huwelijk werd voltrokken zonder toestemming van de koning. Het paar kreeg twee kinderen:
- Augustus Frederik d'Este (1794-1848),
- Augusta Emma d'Este (1801-1866), later Lady Turo.

Het huwelijk werd in augustus 1794 ontbonden vanwege de wet die in 1772 werd opgesteld onder de naam "Royal Marriages Act 1772". Deze wet verbood een lid van de Britse koninklijke familie onder de vijfentwintig te trouwen zonder toestemming van de koning. Augustus bleef echter met Augusta wonen tot in 1801. Hij kreeg toen een staatstoelage van £ 12.000. De koning gaf hem in datzelfde jaar de titel "Hertog van Sussex, Graaf van Iverness en Baron Arklow" en verhief hem tot ridder van de Kousenband (KG). Augusta kreeg de voogdij over hun kinderen en ontving een alimentatie van £ 4.000 per jaar.

## Tweede huwelijk
Augustus hertrouwde op 2 mei 1831 (alweer tegen de Royal Marriages Act 1772 in) met Cecilia Buggin (1793-1873), dochter van Arthur Gore, tweede graaf van Arran. Op dezelfde dag kreeg Cecilia met koninklijke toestemming de achternaam "Underwood". Ze is nooit erkend als hertogin van Sussex. In plaats daarvan werd ze in 1840 benoemd tot hertogin van Iverness.
Augustus stierf te Kensington Palace in 1843 en werd begraven op een Londense begraafplaats. Zijn echtgenote Cecilia bleef tot haar dood in 1873 in Kensington Palace wonen.
- Biblioteca Nacional de España: XX5495485
- Gemeinsame Normdatei: 100563880
- International Standard Name Identifier: 0000 0000 8077 4831
- Library of Congress Control Number: n82220757
- Nationale bibliotheek van Australië: 47753271
- Nationale Bibliotheek van Israël: 987007258180505171
- Réseau des bibliothèques de Suisse occidentale: 02-A024741304
- RKD-Nederlands Instituut voor Kunstgeschiedenis: 448468
- SNAC: w69s1wcm
- Museum of New Zealand Te Papa Tongarewa: 53406
- Trove: 1489076
- Union List of Artist Names: 500087945
- Virtual International Authority File: 59434926
- WorldCat: E39PBJwtpDYp8xmBDDFd79CvpP